# La Petite Sœur
La Petite Sœur (titre original : The Little Sister) est un roman noir américain de Raymond Chandler paru en 1949. C'est le cinquième roman de la série ayant pour héros le détective privé Philip Marlowe. 
L'œuvre est adaptée au cinéma en 1969 par Paul Bogart sous le titre La Valse des truands, avec James Garner dans le rôle de Marlowe.

## Résumé
Philip Marlowe reçoit à son bureau la visite d'une singulière cliente. Non pas une femme fatale, mais une toute jeune fille qui débarque sur la côte Ouest en provenance de Manhattan, au Kansas. Sans maquillage ni bijoux, Chandler remarque qu'elle est néanmoins très élégante, voire un peu pincée. Elle demande au détective de retrouver Orrin Quest, son frère, disparu depuis quelques mois, alors qu'une partie de son salaire d'ingénieur en aviation était autrefois envoyé chez sa mère. Marlowe se fait un peu tirer l'oreille, mais finit par accepter. 
Il commence par se rendre à l'appartement du jeune homme où il a maille à partir avec un concierge ivre et violent.  Il trouve dans l'appartement du disparu un soi-disant optométriste qui prend la peine de se balader avec une arme. Marlowe tente en vain de lui tirer les vers du nez. Quand il redescend bredouille de l'appartement, il voit le concierge endormi et le croit victime de son ivresse avant de s'apercevoir qu'il a été assassiné. De retour à son bureau, il reçoit un appel téléphonique d'un inconnu qui lui promet cent dollars s'il accepte de le rencontrer dans sa chambre d'hôtel. Marlowe s'y rend, mais sur les lieux une femme blonde au visage camouflé par une serviette l'assomme avec un revolver. Quand le détective reprend conscience, il découvre une chambre sens dessus dessous et le cadavre de l'optométriste. La police, qu'il appelle sur les lieux du crime, lui apprend qu'il ne s'agit pas d'un optométriste, mais, comme Marlowe s'en doutait déjà, d'un petit caïd sans envergure du crime organisé. 
La piste que Marlowe remonte ensuite lui permet de comprendre que le jeune Orrin Quest, avec l'aide d'un certain docteur Lagardie, exerçait chantage et extorsion sur une star d'Hollywood qui protégeait Steelgrave, un réputé gangster. Quand Marlowe se présente chez le docteur Lagardie et qu'il le bombarde de questions, il se rend compte trop tard qu'il vient de presser du doigt le déclic d'une série d'événements de plus en plus violents.

## Éditions
Édition originale américaine
- (en) Raymond Chandler, The Big Sleep, New York, Houghton Mifflin, 1949 (OCLC 752856874)

Éditions françaises
- (fr) Raymond Chandler (auteur), Simone Jacquemont (traducteur) et Jeanne G. Marquet (traducteur), Fais pas ta rosière ! [« The Little Sister »], Paris, Éditions Gallimard, coll. « Série noire no 64 », 1950, 249 p. (BNF 31927413)
- (fr) Raymond Chandler (auteur), Simone Jacquemont (traducteur) et Jeanne G. Marquet (traducteur), Fais pas ta rosière ! [« The Little Sister »], Paris, Éditions Gallimard, coll. « La Poche noire no 141 », 1971, 255 p. (BNF 35141562)
- (fr) Raymond Chandler (auteur), Simone Jacquemont (traducteur) et Jeanne G. Marquet (traducteur), Fais pas ta rosière ! [« The Little Sister »], Paris, Éditions Gallimard, coll. « Carré noir no 254 », 1977, 248 p. (BNF 34592605)
- (fr) Raymond Chandler (auteur), Simone Jacquemont (traducteur) et Jeanne G. Marquet (traducteur) (trad. de l'anglais), Fais pas ta rosière ! [« The Little Sister »], Paris, Éditions Gallimard, coll. « Folio no 1865 », 1987, 251 p. (ISBN 2-07-037865-9, BNF 34967501)
- (fr) Raymond Chandler (auteur), Simone Jacquemont (traducteur) et Jeanne G. Marquet (traducteur) (trad. de l'anglais), Fais pas ta rosière ! [« The Little Sister »], Paris, Éditions Gallimard, coll. « Bibliothèque noire », 1992, 648 p. (ISBN 2-07-072819-6, BNF 35539770) Ce volume omnibus réunit les romans suivants : Le Grand Sommeil, La Grande Fenêtre et Fais pas ta rosière !
- (fr) Raymond Chandler (auteur), Simone Jacquemont (traducteur) et Jeanne G. Marquet (traducteur), Fais pas ta rosière ! [« The Little Sister »], Paris, Éditions Gallimard, coll. « Folio policier no 35 », 1998, 283 p. (ISBN 2-07-040790-X, BNF 37007473)
- (fr) Raymond Chandler (auteur), Simone Jacquemont (traducteur) et Jeanne G. Marquet (traducteur) (trad. de l'anglais), La Petite Sœur [« The Little Sister »], « in » Les Enquêtes de Philip Marlowe, Paris, Éditions Gallimard, coll. « Quarto », 2013, 1295 p. (ISBN 978-2-07-014104-3, BNF 43741236) Ce volume omnibus réunit les romans suivants : Le Grand Sommeil ; Adieu, ma jolie ; La Grande Fenêtre ; La Dame du lac ; La Petite Sœur (anciennement Fais pas ta rosière !) ; The Long Goodbye (anciennement Sur un air de navaja) ; Playback (anciennement Charades pour écroulés). Toutes les traductions ont été révisées par Cyril Laumonier, sauf Le Grand Sommeil et La Dame du lac, dont les textes a été néanmoins remis aux normes de l'édition contemporaine.

## Adaptation
- 1969 : La Valse des truands (Marlowe), film réalisé par Paul Bogart, d'après le roman La Petite Sœur de Chandler, avec James Garner dans le rôle de Philip Marlowe, Gayle Hunnicutt et Carroll O'Connor

## Sources
- Jean Tulard, Dictionnaire du roman policier : 1841-2005. Auteurs, personnages, œuvres, thèmes, collections, éditeurs, Paris, Fayard, 2005, 768 p. (ISBN 978-2-915793-51-2, OCLC 62533410), p. 260 (Notice Fais pas ta rosière).